# Sport (телеканал Узбекистана)
Sport (узб. «Sport» telekanali) — спортивный государственный общедоступный телеканал Узбекистана. Входит в НТРК Узбекистана. Вещание ведётся на узбекском и частично русском языке на всей территории Узбекистана, на 24-часовой основе. Штаб-квартира находится в Ташкенте.
Телеканал транслирует различные спортивные турниры и мероприятия, а также передачи и программы спортивной тематики. Телеканал вещает матчи Чемпионата Узбекистана по футболу, Лиги чемпионов АФК. В 2010 году транслировались матчи Чемпионата мира по футболу 2010 в ЮАР. В 2011 году транслировались матчи Кубка Азии 2011. В 2012 году транслировались Летние Олимпийские игры в Лондоне и матчи Евро 2012 в который проходили в Польше и Украине. До 2014 года телеканал транслировал футбольные матчи Лиги чемпионов УЕФА, Лиги Европы УЕФА, чемпионатов Англии, Испании, Италии и Германии. Кроме того, транслировались центральные матчи чемпионатов Франции и Голландии. В 2015 году телеканал транслировал матчи Кубка Азии и Кубка Америки 2015. Также телеканал транслировал матчи отборочного турнира Евро 2016. Кроме того, телеканал транслировал чемпионаты мира по футболу среди юношеских и молодёжных сборных. Кроме футбольных матчей телеканал транслирует теннисные, баскетбольные, хоккейные, волейбольные и другие спортивные матчи и турниры.